# Sofía Ellar
Sofía Lecubarri i Ruigómez (Westminster, Londres, 15 de novembre de 1991), coneguda artísticament com a Sofía Ellar, és una cantant i compositora anglesa originària d'Espanya. Va començar la seva carrera musical actuant en diversos concerts de cant quan era una nena en la dècada dels 2000, quan es va traslladar a Madrid. Es va graduar en administració d'empreses i ha continuat amb la seva carrera musical des de llavors.
Ha aparegut en la ràdio en nombroses ocasions i en entrevistes televisives, i ha participat en diverses gires al voltant Espanya. Al setembre de 2017, els seus vídeos de YouTube van arribar a diversos milions de visites, i les seves pistes en Spotify a tres milions de reproduccions.
El 24 de febrer de 2017 va llançar el seu primer àlbum, Seis Peniques. El seu primer solo, titulat Segundas partes entre suicidas, marcant la seva entrada a Spotify.

## Discografia
- Seis peniques (2017)[13]
- Nota en Do (2018)